# Berlijns voetbalkampioenschap 1898/99 (DFuCB)
In 1898/99 werd het achtste Berlijns voetbalkampioenschap gespeeld, dat georganiseerd werd door de Duitse voetbal- en cricketbond (DFuCB). BFC Vorwärts werd voor de tweede opeenvolgende keer kampioen. 

## Eindstand
| Plaats | Club                        | Wed. | Ptn |
| ------ | --------------------------- | ---- | --- |
| 1.     | BFC Vorwärts 1890           | 4    | 8   |
| 2.     | FC Columbia 1891 Adlershof  | 4    | 3   |
| 3.     | BFC Hertha 1892             | 4    | 3   |
| 4.     | Rixdorfer FC Belle-Alliance | 4    | 3   |
| 5.     | Berliner FC 1893            | 4    | 3   |

|  | Kampioen |